# Agata Ozdoba
Agata Ozdoba (25 de febrero de 1988) es una deportista polaca que compite en judo. Ganó una medalla de bronce en el Campeonato Mundial de Judo de 2017 y una medalla de bronce en el Campeonato Europeo de Judo de 2014, ambas en la categoría de –63 kg.

## Palmarés internacional
| Campeonato Mundial | Campeonato Mundial    | Campeonato Mundial | Campeonato Mundial |
| Año                | Lugar                 | Medalla            | Categoría          |
| ------------------ | --------------------- | ------------------ | ------------------ |
| 2017               | Budapest (Hungría)    | Medalla de bronce  | –63 kg             |
| Campeonato Europeo |                       |                    |                    |
| Año                | Lugar                 | Medalla            | Categoría          |
| 2014               | Montpellier (Francia) | Medalla de bronce  | –63 kg             |